# Mehmet Enes Sığırcı
Mehmet Enes Sığırcı (* 24. Februar 1993 in Güngören) ist ein türkischer Fußballspieler.

## Karriere

### Verein
Sığırcı begann in der Nachwuchsabteilung von Yeşilyurt Belediyespor mit dem Vereinsfußball und wechselte 2008 in die Nachwuchsabteilung von MKE Ankaragücü. 2010 startete er beim Viertligisten Lüleburgazspor seine Profikarriere. Ab der nächsten Saison spielte er dann für Erzincan Refahiyespor. Nachdem er eineinhalb Spielzeiten für diesen Verein gespielt hatte, wechselte er zur Rückrunde der Saison 2013/14 zum Drittligisten Hatayspor. Mit diesem Verein schaffte er es bis ins Playoff-Finale der TFF 2. Lig, scheiterte im Finale an Alanyaspor und verpasste so den Aufstieg in die TFF 1. Lig. 
Im Sommer 2014 verpflichtete ihn der südtürkische Erstligist Mersin İdman Yurdu. In der letzten Woche der Wintertransferperiode 2014/15 wurde er an den Drittligisten Yeni Malatyaspor ausgeliehen. Mit diesem Verein erreichte er am 34. Spieltag der Saison 2014/15, dem letzten Spieltag der Saison, die Meisterschaft und damit den Aufstieg in die TFF 1. Lig. Zum Saisonende kehrte er zu Mersin İY zurück.
Nachdem Mersin İY im Sommer 2017 den Klassenerhalt in der TFF 1. Lig verfehlte, verließ Sığırcı den Klub und wechselte zum Ligarivalen Manisaspor.

### Nationalmannschaft
Sığırcı wurde 2005 zwei Mal in den Kader der türkischen U-17-Nationalmannschaft nominiert und absolvierte während dieser Zeit ein Spiel.

## Erfolge
Mit Yeni Malatyaspor
- Meister der TFF 2. Lig und Aufstieg in die TFF 1. Lig: 2014/15